# Неђо Даниловић
Неђо Даниловић је српски официр, професор, аутор неколико књига и већег броја научних радова.
Рођен је 1955. године у Мркоњић Граду. Дипломирао је на Војној академији у Београду 1979. године, а завршио је такође и Школу безбедности ЈНА 1980, Високу школу за војно-социолошке и психолошке студије и истраживања 1992. и Генералштабну школу Војске Југославије 1993. године. Звање магистра је стекао 1997, а одбранио је и два докторска рада: из области социологије морала 2002. и из области методологије политичких наука 2005. године.
Бави се наставним радом и истраживањима из области етике, политикологије, методологије, социологије, психологије, безбедности, дефентологије и полемологије. Предавао је на Војној академији Србије, Правном факултету Слобомир П универзитета у Бијељини, Факултету за државну управу и администрацију Мегатренд универзитета, Факултету политичких наука у Београду и др. Аутор је два приручника, три монографије и већег броја научних и стручних радова.

## Књиге
- „Морал војске у грађанском рату“, Задужбина Андрејевић, Београд, 2000.[7]
- „Снага морала“, Задужбина Андрејевић, Београд, 2003.[8]